# Urgrund
Urgrund ist eine australische Black- und Thrash-Metal-Band aus Brisbane, die 1998 gegründet wurde.

## Geschichte
Die Band wurde im Dezember 1998 von dem Gitarristen und Sänger Robin „Bolthorn“ „Rob Scavenger“ Fassbender als Fortsetzung seiner vorherigen Gruppe Baalberith gegründet. Nachdem der Schlagzeuger Sean „Gryphon“ Cummiskey hinzugekommen war, nahmen sie ein erstes Demo auf, das In Apocalyptic Ruins - The Rebirth betitelt wurde. Im Jahr 2000 erschien über Bleed Records die EP Warlore mit einer Auflage von 200 Stück. Im folgenden Jahr schloss sich über Spikekult Records eine zweite EP namens Drenched in Blood an, worauf Necrovore bei manchen Liedern den Bass spielt. Als Schlagzeuger ist Chris „Criss Volcano“ Broadway vertreten. Danach kam Fiendsickness als zweiter Gitarrist hinzu, während Cummiskey durch Thoth Amon ersetzt wurde. Ab Anfang 2002 hatte sich das Originaltrio jedoch wieder zusammengefunden. Im selben Jahr erschien über Baphomet Records das Debütalbum The Graven Sign. 2003 verlegte Fassbender den Sitz der Gruppe nach Melbourne. Die Besetzung bestand daraufhin neben ihm aus dem Schlagzeuger Broadway, dem Gitarristen Paul „Maismyr“ Marsh und dem Bassisten L.H. Vagrant. Letzterer wurde später durch den zur Band zurückkehrenden Necrovore ersetzt, während Marsh gegen Mike Possessed ausgetauscht wurde. Im Jahr 2004 wurde bei dem irischen Label Invictus Productions die EP Battle Skin veröffentlicht. Der Tonträger war auf eine Zahl von 100 Stück begrenzt und besteht neben zwei neuen Liedern auch aus einer Coverversion von Sodoms Ausgebombt. 2005 wurde das zweite Album Unchangeable Fate publiziert. 2007 erschien das Album Discples of Supremacy. Anfang 2009 wurde eine EP namens Heirs to the Godless Dawn mit Broadway am Schlagzeug aufgenommen. Nachdem 2010 Auftritte in den USA abgehalten worden waren, verlegte Fassbender den Sitz nach Deutschland. 2012 schloss sich über Deathrune Records ein selbstbetiteltes Album an.

## Stil
Brian Giffin schrieb in seiner Encyclopedia of Australian Heavy Metal, dass die Band eine Mischung aus Thrash- und Black-Metal spielt. Auch Sic von myrrthronth.de ordnete die Band in seiner Rezension zu The Graven Sign diesen beiden Genres zu. Das Album biete jedoch nichts Neues, vermische Black- mit Thrash-Metal-Riffs sowie „kurze, schleppende Breaks, andernorts ein wirres Frickelsolo, Standard-Rumpel-Drumming und herzlichst harmloses Gekrächze“. Auch Lars Christiansen von metalcrypt.com rezensierte das Album und auch er rechnete es den beiden Genres zu. Die Kompositionen lägen meist im mittleren Geschwindigkeitsbereich, wobei man gelegentlich schnellere Passagen einbaue. In den Liedern könne man mehrfach klangliche Parallelen zu Deströyer 666 feststellen.

## Diskografie
- 1999: In Apocalyptic Ruins - The Rebirth (Demo, Eigenveröffentlichung)
- 2000: Warlore (EP, Bleed Records)
- 2001: Drenched in Blood (EP, Spikekult Records)
- 2002: The Graven Sign (Album, Baphomet Records)
- 2004: Battle Skin (EP, Invictus Productions)
- 2005: Unchangeable Fate (Album, Baphomet Records)
- 2007: Disciples of Supremacy (Album, Baphomet Records)
- 2010: Deathcult Emissary (Demo, Eigenveröffentlichung)
- 2012: Urgrund (Album, Deathrune Records)